# Coelorinchus yurii
Coelorinchus yurii es una especie de pez de la familia Macrouridae en el orden de los Gadiformes.

## Hábitat
Es un pez de mar.